# ماحوزا
ماحوزا، یکی از شهرهای هفتگانه مدائن (تیسفون) بود. اکثریت این شهر را یهودیان تاجر تشکیل می‌دادند که ثروتمند بودند.
به عقیده مورونی، این شهر، همان وه‌اردشیر است که یهودی‌ها ماحوزا و مسیحی‌ها کوخه (Kokhe) می‌نامند و در متون فارسی میانه، ویه‌اردشیر و در منابع اسلام بهرسیر آمده است.
ماحوزا در ۳۶۳ میلادی توسط رومی‌ها به فرماندهی ژولیان مرتد، طی جنگ علیه ساسانی‌ها نابود گشت. سپس بازسازی شد؛ اندکی بعد، این شهر پایتخت حکومت خودمختاری گشت که توسط راس جالوت اداره می‌گشت. خودمختاری یهودیان دیری نپایید و ارتش یهود تحت رهبری مر زوطرا، راس جالوت، توسط قباد، شاه ساسانی شکست خورد و مرزوطرا به همراه پدربزرگش مر حنینه بر روی پل ماحوزا اعدام شدند. یهودی‌های ساکن شهر، به اسارت قباد درآمدند و خانواده راس جالوت به یهودیه فرار کردند.